# دراگان شاراتس
دراگان شاراتس (صربی: Dragan Šarac؛ زادهٔ ۲۷ سپتامبر ۱۹۷۵) بازیکن سابق و مربی فوتبال اهل صربستان است.
از باشگاه‌هایی که در آن بازی کرده‌است می‌توان به باشگاه فوتبال ستاره سرخ بلگراد، باشگاه فوتبال اشتورم گراتس، باشگاه فوتبال آستریا وین، باشگاه فوتبال پاشینگ، و باشگاه فوتبال وویوودینا اشاره کرد.
وی همچنین در تیم‌های ملی فوتبال زیر ۲۱ سال صربستان و صربستان و مونته‌نگرو بازی کرده‌است.